# Nisshin

Nisshin (日進市 Nisshin-shi?) este un municipiu din Japonia, prefectura Aichi.